# 內樹皮
內樹皮，是臺灣南投縣鹿谷鄉的一個傳統地域名稱，位於該鄉最南端。相較於今日行政區，其範圍大致包括和雅村、內湖村不含北部。
內樹皮一帶海拔高度約700~730公尺，是全臺灣第一個種植孟宗竹的地方。內樹皮原本泛指內湖、和雅兩村海拔700公尺以上之區域，但於1950年（民國39年）後，內樹皮便專指和雅谷上方之平台區域。雖然如此，但現今內湖、和雅兩村的高海拔地段依舊多屬於內樹皮段。

## 地名由來
早期漢人移入此處定居時，經常在此剝楠樹的皮來製香，再加上該地位處深山，因而產生出內樹皮這個地名。

## 自然環境

### 交通
內樹皮的對外交通極度仰賴愛鄉路（投55-1），於921大地震時因愛鄉路交通中斷，鹿谷鄉公所調派直升機空投物資，在地震完約兩周後愛鄉路才完全修復。

### 林相
內樹皮與新寮（今鹿谷村）為鹿谷鄉最早發展之區域，約於1745年就有人居住，該地長期多種植孟宗竹及零星檳榔樹，大片孟宗竹海盡收眼底，除此之外還有許多原始森林與杉木林，亦有大片賞櫻園區可供觀賞櫻花。

### 水文
內樹皮位於和雅谷正上方，距離北勢溪極近，因而能夠聽見北勢溪壯闊的溪水聲，但長年因北勢溪的水潰堤造成掏空而坍坊的面積已達約3000坪（截至2015年），但近年來因鄉公所在該區實施北勢溪沿岸及邊坡加固工程，而大幅改善此問題，自完工至今尚無任何坍坊跡象。

### 氣候
內樹皮海拔約700公尺，氣候上屬於暖溫帶氣候區，年均溫落在攝氏21度，終年平均濕度約86%。

## 外部連結
- . 痞客邦.   [2017-09-04]. （原始内容存档于2022-04-01） （中文（臺灣））.